# Jacopino della Scala
Jacopino della Scala fou net de Balduí della Scala. Fou vicari imperial d'Ostiglia i podestà de Cerea. Fou pare de Manfred della Scala, Mastino I della Scala, Albert I della Scala i Bocca della Scala. Va morir després del 1215. Es va casar amb Margherita Giustiniani, patrícia de Venècia i en segones noces amb Elisa de Superbi.